# Argiolestinae
Sous-famille
Les Argiolestinae sont une sous-famille de demoiselles. Ils appartiennent à la famille des demoiselles à ailes plates, Argiolestidae. Comme leurs parents, mais contrairement aux demoiselles d’autres familles, elles déploient généralement leurs ailes postérieures horizontalement au repos. C’est la plus grande sous-famille des Argiolestidae, représentant près des trois quarts des espèces de la famille, que l’on trouve principalement en Australie, en Nouvelle-Guinée et en Nouvelle-Calédonie,.

## Liste des genres
Les genres suivants sont placés dans les Argiolestinae  :
- Genre Archiargiolestes Kennedy, 1925
- Genre Argiolestes Selys, 1862
- Genre Austroargiolestes Kennedy, 1925
- Genre Caledargiolestes Kennedy, 1925
- Genre Caledopteryx Kennedy, 1925
- Genre Celebargiolestes Kennedy, 1925
- Genre Eoargiolestes Kalkman & Theischinger, 2013
- Genre Griseargiolestes Theischinger, 1998
- Genre Luzonargiolestes Kalkman & Theischinger, 2013
- Genre Metagrion Calvert, 1913
- Genre Miniargiolestes Theischinger, 1998
- Genre Podopteryx Selys, 1871
- Genre Pyrrhargiolestes Kalkman & Theischinger, 2013
- Genre Solomonargiolestes Kalkman & Theischinger, 2013
- Genre Trineuragrion Ris, 1915
- Genre Wahnesia Förster, 1900